# Jurandvor
Jurandvor je naselje na otoku Krku (Hrvaška), ki upravno spada v občino Baška; le-ta pa pod Primorsko-goransko županijo.

## Geografija
Jurandvor je manjše naselje v jugovzhodnem delu otoka, ki leži okoli 2 km severozahodno od Baške ob cesti Baška - Krk.  Ob popisu prebivalcev 2011 je v njem stalno živelo 299 prebivalcev.

## Zgodovina
Na mestu rimske vile in razvalin starokrščanske cerkve so koncem 11. stoletja postavili cerkev sv. Lucije. Pri gradbeni preureditvi 1851 so odkrili, v pod vgrajeno ploščo, enega najstarejših pisanih spomenikov hrvaškega jezika - Baščansko ploščo - v apnenčni kamen vklesan trinajst vrstični zapis v glagolici. Plošča datira v leto okrog 1100 in je najstarejši znani zapis v starohrvaškem jeziku.
Originalna plošča je bila 1954 prenešena v muzej »Jugoslovanske akademije znanosti in umetnosti«, sedaj Hrvaška akademija znanosti in umetnosti v Zagreb. V cerkvi sv. Lucije pa je razstavljena kopija.

## Demografija
| Pregled števila prebivalcev po letih | Pregled števila prebivalcev po letih | Pregled števila prebivalcev po letih | Pregled števila prebivalcev po letih | Pregled števila prebivalcev po letih | Pregled števila prebivalcev po letih | Pregled števila prebivalcev po letih | Pregled števila prebivalcev po letih | Pregled števila prebivalcev po letih | Pregled števila prebivalcev po letih | Pregled števila prebivalcev po letih | Pregled števila prebivalcev po letih | Pregled števila prebivalcev po letih | Pregled števila prebivalcev po letih | Pregled števila prebivalcev po letih | Pregled števila prebivalcev po letih |
| ------------------------------------ | ------------------------------------ | ------------------------------------ | ------------------------------------ | ------------------------------------ | ------------------------------------ | ------------------------------------ | ------------------------------------ | ------------------------------------ | ------------------------------------ | ------------------------------------ | ------------------------------------ | ------------------------------------ | ------------------------------------ | ------------------------------------ | ------------------------------------ |
| 1857                                 | 1869                                 | 1880                                 | 1890                                 | 1900                                 | 1910                                 | 1921                                 | 1931                                 | 1948                                 | 1953                                 | 1961                                 | 1971                                 | 1981                                 | 1991                                 | 2001                                 | 2011                                 |
| 219                                  | 241                                  | 283                                  | 322                                  | 336                                  | 340                                  | 402                                  | 336                                  | 173                                  | 252                                  | 212                                  | 175                                  | 235                                  | 249                                  | 260                                  | 299                                  |